# 3892 Дежьо
3892 Дежьо е астероид от Астероидния пояс.
Открит е на 19 април 1941 от финландския астроном Лиси Отема в Турку. Астероидът е наречен на името на унгарския астроном Лорант Дежьо.